# Льнозавода (Грязовецький район)
Льнозаво́да (рос. Льнозавода) — селище у складі Грязовецького району Вологодської області, Росія. Входить до складу Ростиловського сільського поселення.

## Населення
Населення — 299 осіб (2010; 370 у 2002).
Національний склад (станом на 2002 рік):
- росіяни — 98 %